# McNary (Arizona)
McNary es un lugar designado por el censo ubicado en el condado de Apache en el estado estadounidense de Arizona. En el Censo de 2010 tenía una población de 528 habitantes y una densidad poblacional de 58,59 personas por km².

## Geografía
McNary se encuentra ubicado en las coordenadas 34°4′25″N 109°51′25″O / 34.07361, -109.85694. Según la Oficina del Censo de los Estados Unidos, McNary tiene una superficie total de 14.5 km², de la cual 14.24 km² corresponden a tierra firme y (1.79%) 0.26 km² es agua.

## Demografía
Según el censo de 2010, había 528 personas residiendo en McNary. La densidad de población era de 58,59 hab./km². De los 528 habitantes, McNary estaba compuesto por el 4.92% blancos, el 0.38% eran afroamericanos, el 89.39% eran amerindios, el 0% eran asiáticos, el 0% eran isleños del Pacífico, el 2.08% eran de otras razas y el 3.22% pertenecían a dos o más razas. Del total de la población el 14.77% eran hispanos o latinos de cualquier raza.